# Матвеевка (Ульяновская область)
Матвеевка — село в Старомайнском районе Ульяновской области. Административный центр Матвеевского сельского поселения.

## География
Село расположено в 40 км к северу от райцентра Старая Майна и в 85 км от областного центра Ульяновск, на левом берегу речки Ясачке (приток Утки).

## История
Матвеевка основана в 1679 году мордовскими переселенцами из деревни Акузово Нижегородского, деревни Пожарки Алатырского и Саранского уездов.
В 1698-99 годах, по Указу Петра I, первые переселенцы были выселены. Часть, новокрещенцы, выселены в деревню Ясашное Помряскино, а мордва-язычники — в деревню Богдашкино (Чердаклинский район). Здесь же, на освободившиеся землях, были поселены 17 казанских иноземцев — польских шляхтичей и казаков, взятых в плен при освобождении Смоленска. С 1714 года эти поселенцы стали называться однодворцами.
В 1792 году в Матвеевке была построена деревянная однопрестольная церковь Во имя Рождества Христова и село стало называться Рождественское (Христорождественское).
В середине XIX века переселенцами из Матвеевки надворной советницей Екатериной Николаевной Грибовской было основано сельцо Новоселье (Екатериновка), ныне село Грибовка.
В 1859 году село Рождественское (Матвеевка) входило в 1-й стан Спасского уезда Казанской губернии.
В 1861 году Матвеевка (Рождественское) вошла в состав Жедяевской волости.
В апреле 1861 года матвеевские крестьяне участвовали Бездненском восстании, при подавлении которого один крестьянин погиб.
С 1869 по 1871 годы в Матвеевке было образовано земское училище грамоты, которое потом перевели в соседнюю деревню Шмёлевка.
В 1884 году в селе открылась земская школа.
В 1901 году в селе была построена больница — лечебный деревянный корпус.
В 1905 году в Матвеевке было закончено строительство новой большой пятикупольной каменной церкви. Церковь тёплая, трёхпрестольная, в главном — во имя Рождества Христова, в правом пределе — во имя иконы Казанской Божьей Матери, в левом приделе — во имя Святого Николая Чудотворца.
Весной 1918 года в селе был образован сельский Совет.
В 1920 году Жедяевская и Юрткульская волости были объединены в один — Матвеевскую волость, которая стала относится к Мелекесскому уезду Самарской губернии.
Голод в Поволжье (1921—1922) затронуло и Матвеевку, от которой умерло более 70 человек. И только американская помощь в 1922 года спасла от массовой смерти.
В 1924 году была построена новая деревянная, крытая железом, четырёхклассная школа.
2 февраля 1930 года в Матвеевке была создана сельхозартель «Память Ильича».
7 марта 1930 года была закрыта и разрушена церковь, а служители церкви были репрессированы.
Со всеобщей Коллективизацией в СССР были репрессированы и расстреляны селяне.
В 1937 году создана Матвеевская машино-тракторная станция (МТС) Старомайнского районного отдела сельского хозяйства с. Матвеевка Старомайнского района Ульяновской области. В 1959 году ликвидирована (вошла в состав Старомайнского районного объединения "Сельхозтехника").
В 1941 году началась Великая Отечественная война, с которой не вернулись 102 жителя села.
В 1943 году в составе Старомайнского района Ульяновской области.
В 1958 году Матвеевский колхоз «Память Ильича» объединился с колхозами Шмёлевка, Кокряти, Айбашей в единый колхоз «имени Крупской».
В 1967 году в селе построена школа.
В 1967-68 годы деревня Невка (Пяти Озерки) полностью переселилась в Матвеевку.
В 1969 году в Матвеевке построен Дом культуры.
В 1987 году из колхоза «имени Крупской» выделен колхоз «Искра» (Шмелёвка).
29 мая 2005 года Матвеевка стала административным центром Матвеевского сельского поселения.
В 2019 году в селе Матвеевка состоялось торжественное открытие часовни, построенной в честь Рождества Христова.

## Население
| Год  | Число дворов | Число жителей | Примечания                                 |
| ---- | ------------ | ------------- | ------------------------------------------ |
| 1795 | 97           | 635           |                                            |
| 1859 | 66           | 612           |                                            |
| 1884 | 123          | 744           |                                            |
| 1908 | 176          | 990           |                                            |
| 1929 | 238          | 1296          |                                            |
| 1930 | 286          | 1350          | Матвеевский с/с: с. Матвеевка, д. Шмелёвка |
| 1959 |              | 871           |                                            |
| 1979 |              | 465           |                                            |
| 1999 | 184          | 401           |                                            |
| 2010 |              | 314           |                                            |

## Инфраструктура
Дом культуры, школа, участковая больница, центральная усадьба колхоза имени Крупской, маслозавод, пекарня.

## Достопримечательности
- Памятник павшим воинам в Великой Отечественной войне 1941-1945 гг., (1986 г.)[7]
- Обелиск погибшим, (1972 г.)[7]
- Дом крестьянский», кон. XIX в.[8]

## Транспорт
Дорога регионального значения 73К-1428 (Ульяновск — Болгар)

## Улицы
ул. Аптечная, ул. Больничная, ул. Зелёная, ул. им Е. М. Ждановой, Казачий пер., ул. Клубная, ул. Коллективная, ул. Культурная, ул. Матвеевская, ул. Мирная, ул. Песчаная, ул. Победы, Полевой пер., ул. Природная, ул. Прощальная, ул. Пушкина, ул. Рабочая, ул. Светлая, ул. Тенистая, Школьный пер.